# لوکا مارکس
لوکا مارکس (انگلیسی: Lucca Marques؛ زادهٔ ۱۴ ژوئن ۲۰۰۷) بازیکن فوتبال اهل برزیل است که در حال حاضر برای سائو پائولو در پست هافبک بازی می‌کند.
وی همچنین در تیم ملی فوتبال زیر ۱۷ سال برزیل بازی کرده است.

## دوران باشگاهی
لوکا مارکس فوتبالش را با بازی در یپیرانگا در فوتسال در سال ۲۰۱۷ آغاز کرد. در سال ۲۰۱۸، پس از اینکه نتوانست در آکادمی‌های کورینتیانس و پرتوقزا پذیرفته شود، در سائو پائولو پذیرفته شد و بازی فوتبال میدانی را آغاز کرد و قهرمانی در Campeonato Paulista de Futebol Sub-11 را به دست آورد.
او در سال ۲۰۲۴ بیشتر شناخته شد، زمانی که بازیکن اصلی تیمی بود که در کوپا دو برازیل زیر ۱۷ سال نائب قهرمان شد. او در نیمه دوم سال به تیم زیر ۲۰ سال منتقل شد و جزو تیم‌های قهرمان U20 کوپا دو برازیل و کوپا سائو پائولو بود. در آوریل ۲۰۲۵، لوکا مارکس توسط مربی لوئیس زوبلدیا به تیم اصلی سائو پائولو ارتقا یافت.
لوکا مارکس اولین بازی حرفه‌ای خود را در ۱۴ مه در مرحله گروهی کوپا لیبرتادورس مقابل لیبرتاد انجام داد و گل تساوی را در مسابقه‌ای که ۱–۱ به پایان رسید، به ثمر رساند.
در حال حاضر او برای سائو پائولو در پست مهاجم بازی می‌کند.